# Choose Your Weapon
Choose Your Weapon è il secondo album in studio del gruppo neo-soul australiano Hiatus Kaiyote, pubblicato nel 2015.

## Tracce
1. Choose Your Weapon – 1:34
2. Shaolin Monk Motherfunk – 5:51
3. Laputa – 2:26
4. Creations Part One – 0:49
5. Borderline with My Atoms – 6:02
6. Breathing Underwater – 5:44
7. Cicada – 0:38
8. Swamp Thing – 5:00
9. Fingerprints – 4:17
10. Jekyll – 5:33
11. Prince Minikid – 2:50
12. Atari – 6:09
13. By Fire – 5:04
14. Creations Part Two – 1:01
15. The Lung – 4:54
16. Only Time All the Time / Making Friends with Studio Owl – 1:03
17. Molasses – 4:49
18. Building a Ladder – 5:42

## Formazione
- Nai Palm - voce, chitarra, tastiere
- Perrin Moss - basso, batteria, tastiere, percussioni
- Paul Bender - basso, chitarra, tastiere, programmazioni
- Simon Mavin - tastiere, percussioni, vocoder